# Eligiusz Niewiadomski

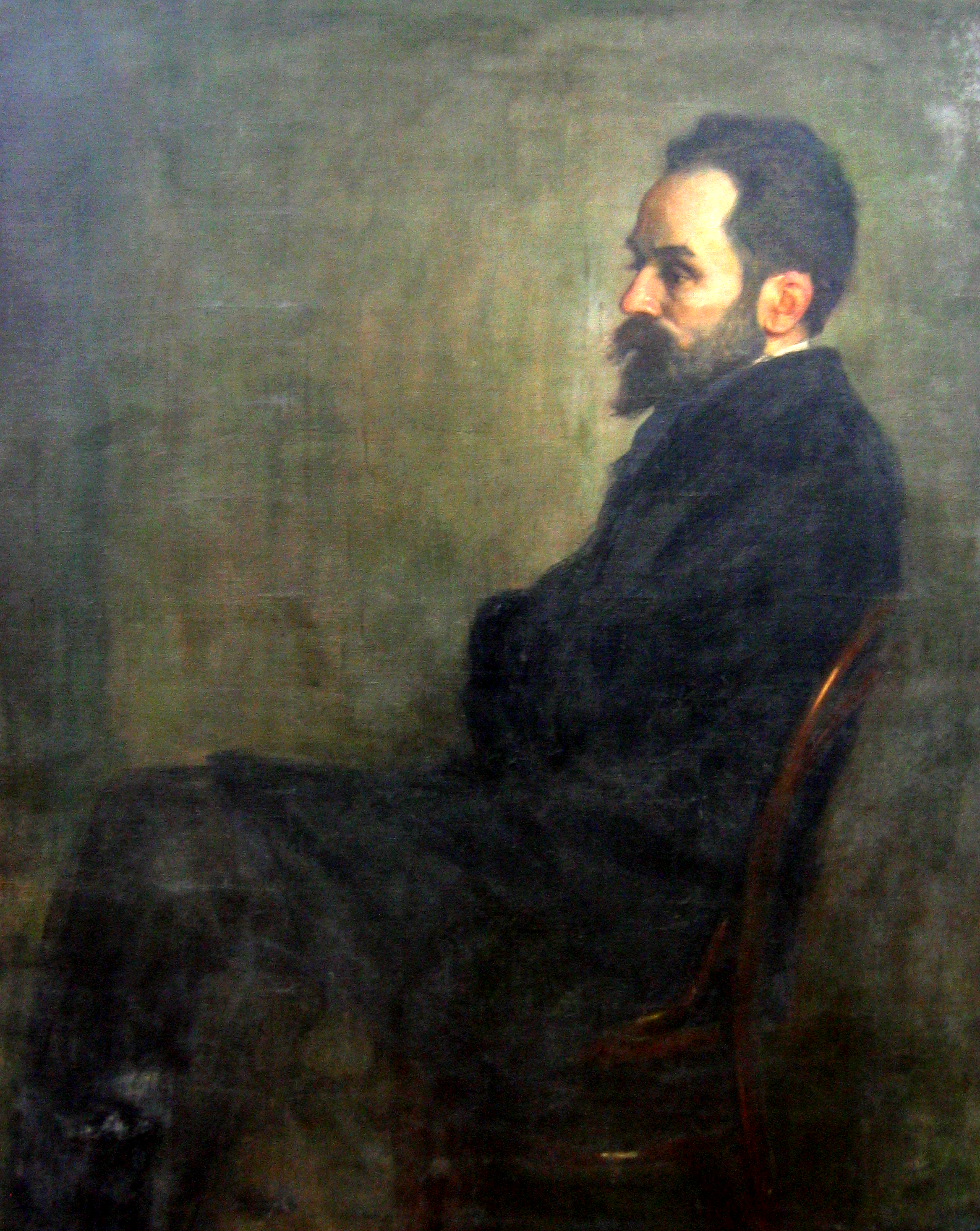
Portret Stefana Żeromskiego (1900)

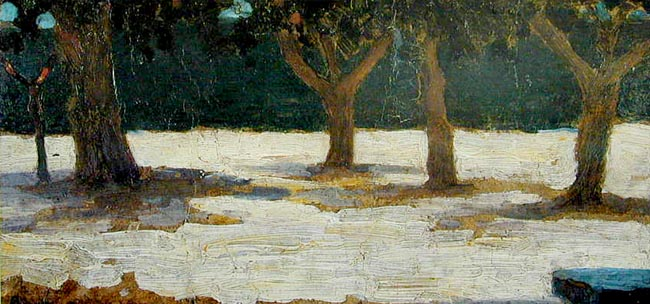
Na korsykańskim brzegu (1914)

Eligiusz Józef Niewiadomski (ur. 1 grudnia 1869 w Warszawie, zm. 31 stycznia 1923 tamże) – polski malarz, wykładowca i krytyk sztuki, uczestnik walk o niepodległość Polski, zwolennik nacjonalizmu związany z Endecją, zabójca pierwszego prezydenta RP Gabriela Narutowicza.

## Życiorys

### Działalność artystyczna i publicystyczna

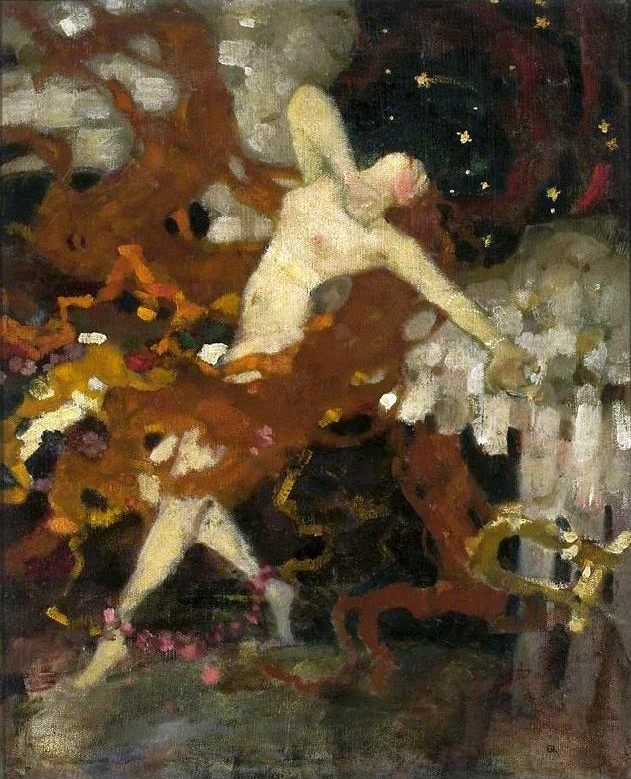
Anioł miłości (ok. 1900)

Ukończył gimnazjum realne w Warszawie (1889). Potem uczył się w warszawskiej szkole rysunkowej, u Wojciecha Gersona (1831–1901). Następnie studiował na wydziale malarstwa Akademii Sztuk Pięknych w Petersburgu (1890–1894). Uznawany tam z jednego z najbardziej uzdolnionych studentów, m.in. otrzymał 3 srebrne medale oraz w 1892 2-letnie stypendium po 300 rubli rocznie. Studia ukończył otrzymując wielki złoty medal za obraz Centaury w lesie (17 listopada 1894). W okresie studiów opublikował kilka artykułów w rosyjskiej prasie w Petersburgu. Dzięki finansowej pomocy brata Romana lata 1895–1896 spędził w Paryżu, gdzie uzupełniał wykształcenie malarskie, m.in. podczas Salonu Paryskiego w 1896 wystawił obraz W lesie.
Po powrocie do Warszawy jesienią 1896 został sprawozdawcą artystycznym "Kuriera Codziennego". Podjął także współpracę z "Kurierem Warszawskim", gdzie później prowadził dział krytyki artystycznej. Będąc zwolennikiem modernizmu, publikował także krytyczne recenzje z wystaw i rozważania o ruchu artystycznym w Polsce i za granicą w "Tygodniku Ilustrowanym" i "Ziarnie". Jego artykuły były cenione przez znawców, m.in. przez Stanisława Witkiewicza (ojca). Jednocześnie wystawiał swoje obrazy m.in. na wystawach Towarzystwa Zachęty Sztuk Pięknych w Warszawie, gdzie w 1896  za Rodzinę centaurów (O zmierzchu) otrzymał złoty medal, zaś w 1897 otrzymał trzecią nagrodę za pejzaż tatrzański. W Zachęcie pokazał też kilka innych obrazów  Portret doży (1897), Z Bretanii (1897), Las w słońcu (1897), Golgota ducha (1898) i Przed południem (1898). W 1897 pokazał na wystawie wiosennej w petersburskiej akademii sztuk pięknych obraz Cisza leśna. W Warszawskim Salonie Aleksandra Krywulta wystawił także: Studium młodej kobiety (1897), Akt kobiecy (1898) i Portret (1898). Był członkiem komitetu retrospektywnej wystawy sztuki polskiej w maju 1898 w Warszawie. Był także od 1899 członkiem Warszawskiego Tow. Artystycznego a także członkiem Zarządu Tow. Zachęty. Do tej instytucji miał bardzo krytyczny stosunek czemu dawał wyraz w artykułach prasowych i polemicznej broszurze Towarzystwo Zachęty Sztuk Pięknych wobec potrzeb naszej sztuki (Warszawa 1901). Działał na rzecz utworzenia w Warszawie Szkoły Sztuk Pięknych na europejskim poziomie. Przygotował statut uczelni, plan prac, a dzięki swoim kontaktom ściągnął do Warszawy wielu wybitnych twórców, m.in. Ferdynanda Ruszczyca, Xawerego Dunikowskiego, Edwarda Trojanowskiego, Kazimierza Stabrowskiego.
Jak wielu współczesnych uległ modzie na wyjazdy do Zakopanego i górskie wycieczki, był jednym z pionierów polskiego taternictwa i autorem jednej z pierwszych map Tatr, na której zaznaczył szlaki turystyczne i schroniska. Opracował popularny zbiór map historycznych wydanych pt. Album do dziejów Polski (1899).
Wykładowca rysunków Warszawskiego Instytutu Politechnicznego (1898–1902), a także w szkole Edwarda Ronthalera w Warszawie (1898–1899). Potem wykładał na pensjach żeńskich (m.in. Szkole im. Cecylii Plater-Zyberkówny w Warszawie, Szkole Hipolita Rotwanda i Stanisława Wawelberga, kursach ogrodniczych i graficznych), urządzał także liczne odczyty na prowincji. Wydał w tym czasie szereg opracowań naukowych – wielkie dwutomowe dzieło O sztuce średniowiecznej, publikował artykuły w czasopiśmie Witeź. W latach 1904–1910 wykonał polichromię w kościele farnym pw. św. Bartłomieja w Koninie, a okna świątyni ozdobił secesyjnymi witrażami.
W latach 1914–1918 wykładał historię sztuki na Wydziale Humanistycznym Towarzystwa Kursów Naukowych w Warszawie. Swoje wykłady wzbogacał zbieranymi za granicą materiałami ikonograficznymi przy wykorzystaniu takich ówczesnych nowinek technicznych jak np. przeźrocza. W okresie I wojny światowej powstały broszury zawierające poglądy Niewiadomskiego dotyczące metod propagowania sztuki: Potrzeby artystyczne Warszawy wobec przewidywanych zmian politycznych (Warszawa 1915) i Program i metoda nauki rysunku w średnich i wyższych szkołach techniczno-mechanicznych (Warszawa 1917). W latach 1916–1917 malował studia portretowe, kompozycje artystyczne i ilustrował czasopisma. 28 lutego 1918 uległ ciężkiemu wypadkowi wyskakując z tramwaju.

### Działalność publiczna i polityczna
W młodości w Warszawie związał się ze szkolnymi tajnymi kółkami uczniowskimi. W Petersburgu był prezesem organizacji polskich studentów. W 1891 uczestniczył w pierwszej od powstania styczniowego manifestacji patriotycznej w Warszawie, zorganizowanej przez studentów z okazji rocznicy Konstytucji 3 maja. Jego poglądy w tym czasie nie były sprecyzowane, w okresie pobytu w Paryżu, jak sam twierdził, sympatyzował z socjalizmem. Po powrocie do Warszawy w 1897 związał się z ruchem narodowo-demokratycznym, wstępując do tajnej Ligi Narodowej wciągnięty przez Romana Dmowskiego i Zygmunta Balickiego. Działał w tajnym Towarzystwie Oświaty Narodowej. Przemycał z Galicji do Królestwa Polskiego nielegalne wydawnictwa narodowo-demokratyczne – „Przegląd Wszechpolski”, „Polak” i in. W nocy z 2 na 3 czerwca 1901 aresztowany przez rosyjską policję, został na kilka miesięcy osadzony w więzieniu na Pawiaku i w X pawilonie cytadeli warszawskiej. Z członkostwa w Lidze Narodowej zrezygnował, kiedy w czasie wojny rosyjsko-japońskiej domagał się, aby LN przeprowadziła antyrosyjską akcję dywersyjną (wysadzenie mostów na Kamie i Wołdze), a jego koncepcje zostały odrzucone. Mimo że formalnie nie był od tej pory członkiem struktur obozu narodowo-demokratycznego wielokrotnie dawał wyraz swoim poglądom świadczącym że jest przekonanym zwolennikiem nacjonalizmu.
Po wybuchu pierwszej wojny światowej pozostał w Warszawie, a rodzinę wysłał do Kijowa.
Od 1 marca 1918 kierownik wydziału malarstwa i rzeźby w Ministerstwie Kultury i Sztuki w rządzie Rady Regencyjnej, a następnie kierownik Wydziału II malarstwa, rzeźby i sztuk zdobniczych w Ministerstwie Sztuki i Kultury w 1919. W 1920 w chwili ofensywy bolszewickiej wystąpił o urlop w ministerstwie i próbował wstąpić do Wojska Polskiego, ale został odrzucony z powodu wieku (miał wówczas 51 lat). Z polecenia gen. Kazimierza Sosnkowskiego został przyjęty do pracy kontrwywiadowczej w Oddziale II Sztabu Generalnego Wojska Polskiego. Został przeniesiony do 5 pułku piechoty Legionów, gdzie, jako szeregowiec, wraz z synem Stefanem, walczył na froncie. W 1921 zdemobilizowany powrócił do Warszawy na dawne stanowisko w Ministerstwie Kultury i Sztuki.

### Zamach i kara śmierci

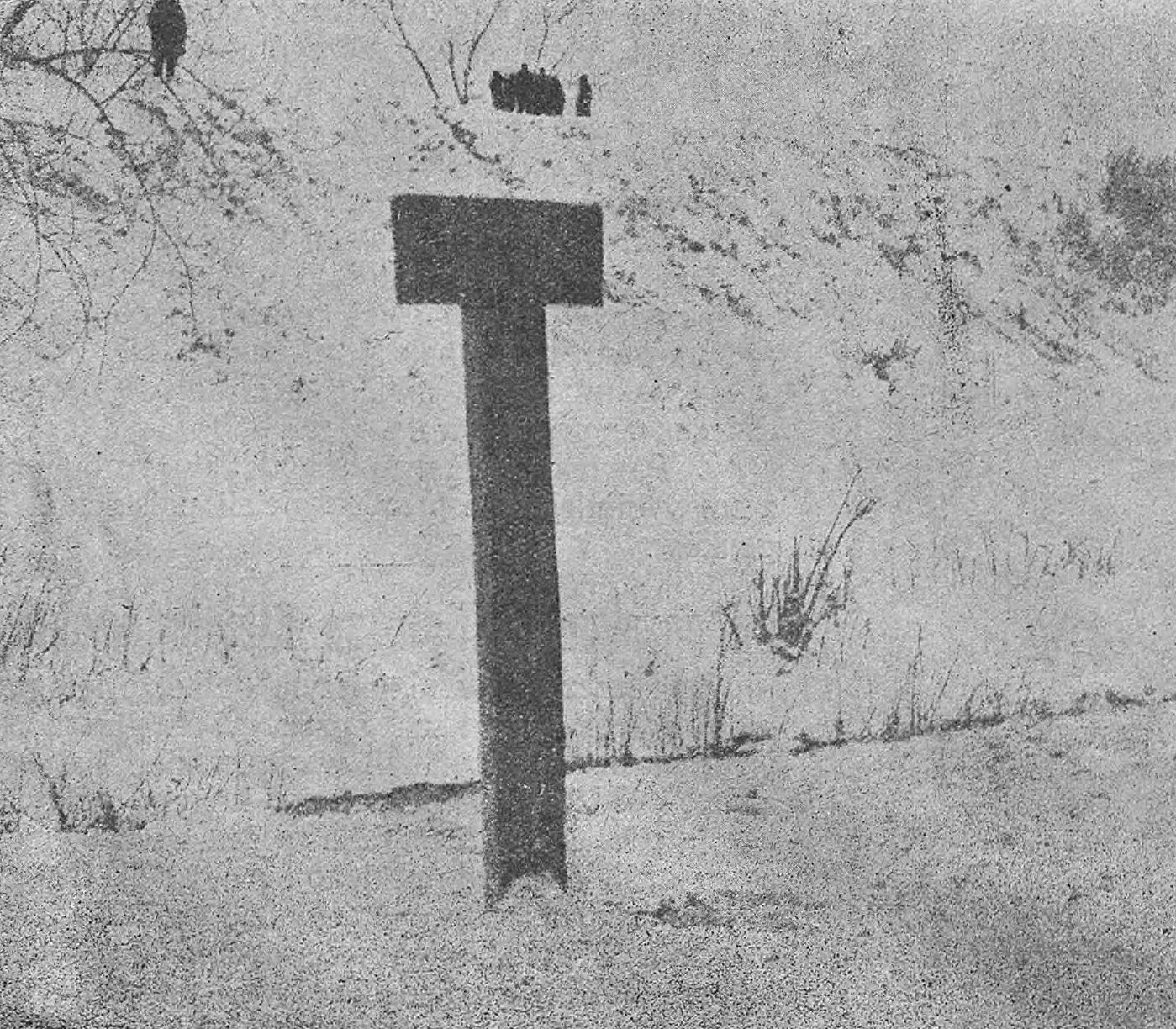
Słupek, przy którym został stracony Eligiusz Niewiadomski

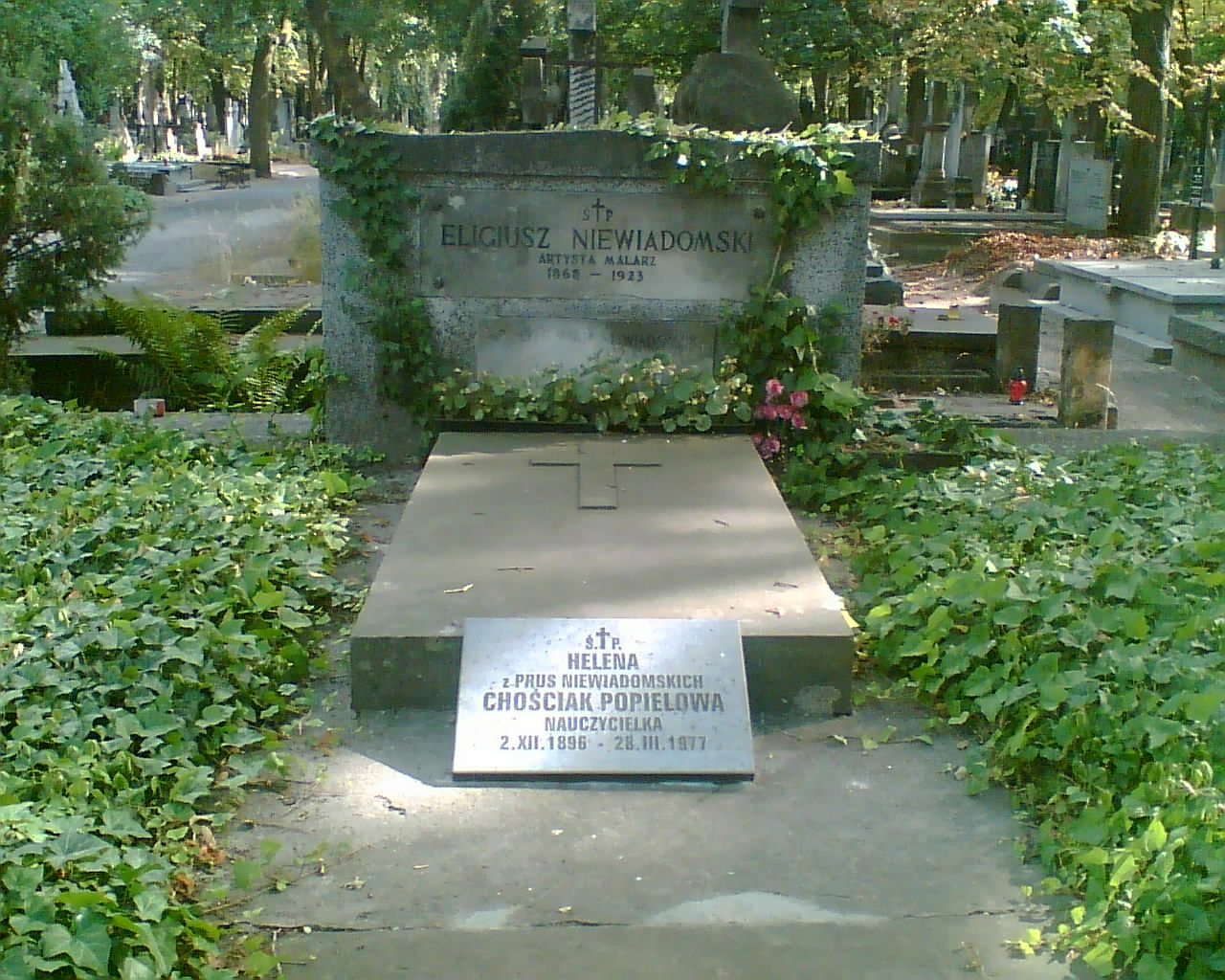
Grobowiec rodziny Niewiadomskich

16 grudnia 1922 w czasie otwarcia wystawy w warszawskiej Zachęcie, obecny tam Niewiadomski oddał w kierunku prezydenta RP Gabriela Narutowicza trzy strzały z pistoletu. Narutowicz mimo udzielonej pomocy zginął na miejscu m.in. wskutek krwotoku płucnego. Niewiadomski nie bronił się i nie próbował uciec, policja od razu go aresztowała.
30 grudnia 1922, w pierwszym dniu procesu, który odbył się w Sali Kolumnowej pałacu Paca (siedzibie stołecznego Sądu Okręgowego), Niewiadomski został skazany na karę śmierci, o którą sam poprosił. W czasie procesu Niewiadomski przyznał się, że przed wyborem Narutowicza na prezydenta nosił się z zamiarem wykonania zamachu na Józefa Piłsudskiego, uznając go za głównego winnego demokratycznego i lewicowego rozkładu, który toczył jego zdaniem Polskę. Niewiadomski zrezygnował z tego celu po przeczytaniu w prasie deklaracji Piłsudskiego, iż nie zamierza się ubiegać o urząd Prezydenta RP. Do pomysłu dokonania zamachu powrócił po wyborze na to stanowisko Gabriela Narutowicza (9 grudnia 1922).
Zgodnie z zapowiedzią, Niewiadomski nie wniósł apelacji. Oczekując na wykonanie wyroku napisał list otwarty Do wszystkich Polaków oraz testament polityczny Kartki z więzienia – zbiór przemyśleń dotyczących polityki. Ukończył także Malarstwo polskie XIX i XX w.. Przed egzekucją wyspowiadał go i udzielił mu ostatniego namaszczenia kapucyn o. Wacław (Wiator) Rytel.
W momencie egzekucji wyraził wolę, by nie przywiązywano go do słupka ani nie zawiązywano mu oczu. Jego ostatnie słowa brzmiały: „Ginę za Polskę, którą gubi Piłsudski!”. Został rozstrzelany przez pluton egzekucyjny i zginął 31 stycznia 1923 roku na miejscu.
Dariusz Baliszewski pisząc (2009) o zabójcy prezydenta – przypomniał diagnozy dwu niezależnych ekspertów psychiatrii (Maria Kazubska, Andrzej Rogiewicz) wystawione w programie telewizyjnym "Rewizja nadzwyczajna" (2000) sprowadzające się do zbieżnego orzeczenia: "Mamy do czynienia z przypadkiem zachowania paranoidalnego i samej paranoi. Mówiąc konkretnie – z chorobą, którą określa się jako "obłęd posłannictwa".
Pierwotnie został pochowany w grobie tymczasowym w miejscu egzekucji tj. na terenie Cytadeli Warszawskiej. Po ekshumacji jego zwłoki pogrzebano na cmentarzu Powązkowskim (kwatera 235-1/2/-1/2/3). W jego pogrzebie uczestniczyło około 10 tysięcy ludzi.

## Film
W filmie fabularnym Śmierć prezydenta z 1977 w reżyserii Jerzego Kawalerowicza w rolę Eligiusza Niewiadomskiego wcielił się Marek Walczewski.

## Rodzina
Urodził się w Warszawie 1 grudnia 1869 jako syn Wincentego, literata, urzędnika mennicy warszawskiej i uczestnika powstania styczniowego oraz Julii z domu Werner. Jego rodzina, której historia sięgała XVI wieku, pieczętowała się herbem Prus I o przydomku „Goleń”; wywodziła się ze wsi Niewiadoma pod Sokołowem Podlaskim. W wieku 2 lat stracił matkę, którą odtąd zastępowała mu starsza siostra Cecylia. Jego bratem był inżynier kolejowy i działacz narodowej demokracji Roman (1861–1944). Jego zięciem (mężem córki Anny) był adwokat i polityk narodowy Aleksander Demidowicz-Demidecki.